# 莫戈迪沙內
莫戈迪沙內是非洲南部國家博茨瓦納的城鎮，由奎嫩區負責管轄，位於首都嘉柏隆里西北方的該國東南部，海拔高度1,050米，2000年人口43,394。
24°38′S 25°52′E / 24.633°S 25.867°E